# Dasineura aparines
Dasineura aparines är en tvåvingeart som först beskrevs av Jean-Jacques Kieffer 1889.  Dasineura aparines ingår i släktet Dasineura och familjen gallmyggor. Inga underarter finns listade i Catalogue of Life.